# Campionati europei giovanili di nuoto 1967
I I Campionati europei giovanili di nuoto e tuffi si sono disputati a Linköping dal 13 agosto al 15 agosto 1967.
Hanno partecipato alla manifestazione le federazioni iscritte alla LEN; questi sono i criteri di ammissione:
- le nuotatrici e i nuotatori che nel 1967 non superavano i 15 anni d'età (nati non prima del 1952)
- Le tuffatrici e i tuffatori che nel 1967 non superavano i 16 anni d'età (nati non prima del 1951)

## Podi

### Uomini
| Evento       | Oro              | Tempo   | Argento          | Tempo   | Bronzo            | Tempo   |
| Stile libero |                  |         |                  |         |                   |         |
| 100 m        | Igor Grivennikov | 56"3    | Jung             | 58"4    | Jorge Comas       | 59"2    |
| 400 m        | Matyas Borloi    | 4'28"1  | Santiago Esteva  | 4'28"6  | Kiermeier         | 4'31"2  |
| 1500 m       | Santiago Esteva  | 17'49"8 | Kustermann       | 18'03"1 | Sperling          | 18'17"0 |
| Dorso        |                  |         |                  |         |                   |         |
| 100 m        | Grigory Davidov  | 1'03"0  | László Cseh      | 1'04"0  | Andreev           | 1'05"1  |
| 200 m        | Grigory Davidov  | 2'16"2  | Santiago Esteva  | 2'20"7  | Andreev           | 2'20"7  |
| Rana         |                  |         |                  |         |                   |         |
| 100 m        | Sergei Ivanov    | 1'13"5  | Bertram Türpe    | 1'14"5  | Kotumov           | 1'14"6  |
| 200 m        | Bertram Türpe    | 2'37"6  | Sergei Ivanov    | 2'39"4  | Wilfried Meye     | 2'39"9  |
| Farfalla     |                  |         |                  |         |                   |         |
| 100 m        | Laszlo Cseh      | 1'01"9  | Roland Freygang  | 1'04"5  | Leingsnering      | 1'05"0  |
| 200 m        | Roland Freygang  | 2'21"1  | Zhirkov          | 2'23"8  | Zentgraf          | 2'25"5  |
| Misti        |                  |         |                  |         |                   |         |
| 200 m        | Grigory Davidov  | 2'19"2  | Igor Grivennikov | 2'22"1  | Matthias Pechmann | 2'27"0  |

### Donne
- PE = Primato Europeo assoluto
- PI = Primato Italiano assoluto

| Evento       | Oro                    | Tempo       | Argento             | Tempo   | Bronzo              | Tempo       |
| Stile libero |                        |             |                     |         |                     |             |
| 100 m        | Lidia Grebets          | 1'02"6      | Vera Koch           | 1'03"7  | Andrea Gyarmati     | 1'04"3      |
| 400 m        | Vera Koch              | 4'55"2      | Rontsch             | 4'58"6  | Sigrid Goral        | 4'59"2      |
| 800 m        | Vera Koch              | 10'13"4     | Sigrid Goral        | 10'14"1 | Fleback             | 10'14"2     |
| Dorso        |                        |             |                     |         |                     |             |
| 100 m        | Sabine Steinbach       | 1'11"1      | María Paz Corominas | 1'11"8  | Pek                 | 1'12"1      |
| 200 m        | Britt-Marie Hammersten | 2'34"4      | Tornqvist           | 2'35"9  | María Paz Corominas | 2'35"9      |
| Rana         |                        |             |                     |         |                     |             |
| 100 m        | Irina Pozdnjakova      | 1'19"4      | Valentina Shamkina  | 1'19"7  | Markova             | 1'21"1      |
| 200 m        | Irina Pozdnjakova      | 2'47"0      | Valentina Shamkina  | 2'52"2  | Markova             | 2'56"3      |
| Farfalla     |                        |             |                     |         |                     |             |
| 100 m        | Andrea Gyarmati        | 1'10"1      | Georgeta Cerbeanu   | 1'10"5  | Einöder             | 1'11"0      |
| 200 m        | Sabine Steinbach       | 2'31"0      | Strübing            | 2'38"0  | Kondakova           | 2'44"1      |
| Misti        |                        |             |                     |         |                     |             |
| 200 m        | Sabine Steinbach       | 2'32"0 - PE | Irina Pozdnjakova   | 2'36"1  | Maria Adele Longo   | 2'38"9 - PI |

### Tuffi
| Evento        | Oro             | Punti  | Argento       | Punti  | Bronzo    | Punti  |
| Uomini        |                 |        |               |        |           |        |
| trampolino 3m | Falk Hoffmann   | 228,90 | Helge Ziethen | 275,70 | Nikolayev | 253,75 |
| Donne         |                 |        |               |        |           |        |
| trampolino 3m | Milena Duchková | 305,40 | Selina        | 293,25 | Janicke   | 274,80 |

## Medagliere
- Nuoto

| Posizione | Paese            | Oro | Argento | Bronzo | Totale |
| --------- | ---------------- | --- | ------- | ------ | ------ |
| 1         | Unione Sovietica | 8   | 6       | 4      | 18     |
| 2         | Germania Est     | 5   | 7       | 9      | 21     |
| 3         | Svezia           | 3   | 2       | 0      | 5      |
| 4         | Ungheria         | 3   | 1       | 2      | 6      |
| 5         | Spagna           | 1   | 3       | 2      | 6      |
| 6         | Romania          | 0   | 1       | 0      | 1      |
| 7         | Cecoslovacchia   | 0   | 0       | 2      | 2      |
| 8         | Italia           | 0   | 0       | 1      | 1      |
| Totale    |                  | 20  | 20      | 20     | 60     |

- Tuffi

| Posizione | Paese            | Oro | Argento | Bronzo | Totale |
| --------- | ---------------- | --- | ------- | ------ | ------ |
| 1         | Germania Est     | 1   | 1       | 1      | 3      |
| 2         | Cecoslovacchia   | 1   | 0       | 0      | 1      |
| 3         | Unione Sovietica | 0   | 1       | 2      | 3      |
| Totale    |                  | 2   | 2       | 2      | 6      |